# Irena Burawska

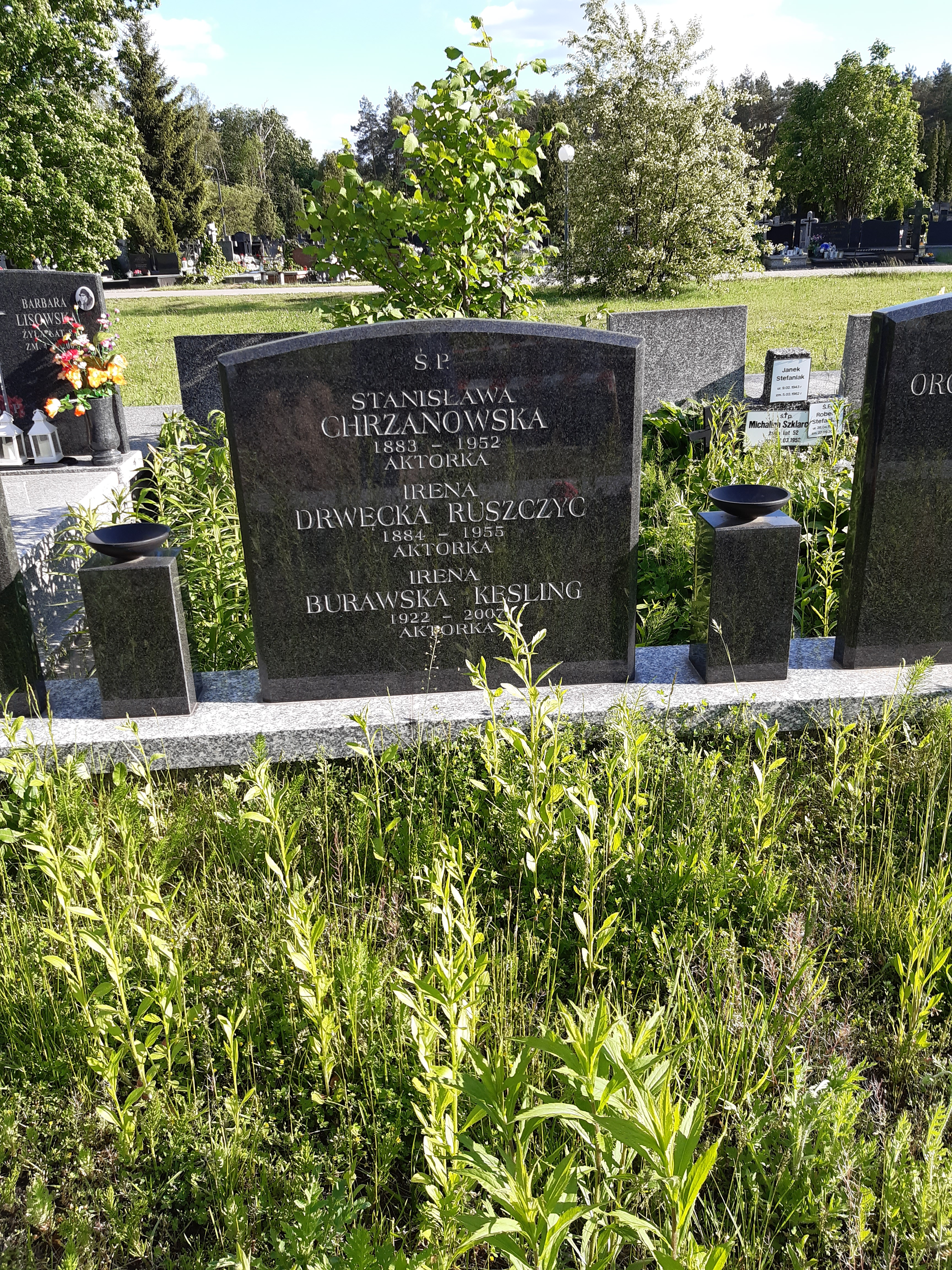
Grób Stanisławy Chrzanowskiej, Ireny Drwęckiej Ruszczyc, Ireny Burawskiej-Kessling w Skolimowie

Irena Burawska-Kessling (ur. 1 września 1922 w Zakroczymiu, zm. 19 maja 2007 w Skolimowie) – polska aktorka teatralna i filmowa.

## Życiorys
W 1948 ukończyła warszawską PWST. Przez większość swego zawodowego życia związana była z teatrami łódzkimi, najdłużej (od 1966) występowała na deskach Teatru im. Stefana Jaracza. Grała również w Teatrze Miejskim w Lublinie (1948–1949) i w Teatrze Ziemi Opolskiej (1954–1955).
Jako aktorka filmowa zadebiutowała w 1964 rolą w filmie Wilczy bilet. Po raz ostatni przed kamerą pojawiła się w 2002 w filmie Wszyscy święci z cyklu Święta polskie.
Zagrała w prawie 30 filmach i w kilkunastu spektaklach Teatru Telewizji. Pogrzeb Ireny Burawskiej odbył się 28 maja 2007 na cmentarzu w Skolimowie.

## Filmografia
- 1960: Spotkania w mroku − Niemka (nie występuje w napisach)
- 1964: Wilczy bilet − kobieta zainteresowana mieszkaniem Ziemnego
- 1967: Stajnia na Salvatorze
- 1971: Złote koło − siostra przełożona
- 1972: Skarb trzech łotrów − sąsiadka Zawadowskiego
- 1972: Palec Boży
- 1975: Dzieje grzechu
- 1975: Czerwone i białe − matka
- 1976: Czerwone ciernie − matka Tomka
- 1977: Ciuciubabka − uczestniczka zjazdu absolwentów
- 1978: Do krwi ostatniej...
- 1979: Do krwi ostatniej (serial)
- 1980: Jeśli serce masz bijące − Woźniakowa, właścicielka magla
- 1981: Znachor − żona Prokopa
- 1981: Przypadek − córka umierającej staruszki
- 1981: Fantazja dur-moll
- 1983: Wierna rzeka − kobieta z wodą
- 1985: Wkrótce nadejdą bracia − staruszka z mlekiem
- 1986: Kolega Pana Boga
- 1987: Ucieczka z miejsc ukochanych − matka Lipkowskiego (odc. 4–6)
- 1990: W piątą stronę świata
- 1990: Pogrzeb kartofla − Kusidełka
- 1990: Urodziny Kaja
- 1990: Dziewczyna z Mazur − Zachalaszka, mieszkanka Wrzoskowa
- 1991: Trzy dni bez wyroku − paserka
- 1993: Dwa księżyce
- 1996: Dzień wielkiej ryby − staruszka mieszkająca naprzeciwko hotelu
- 1999: Cztery w jednym − Irena Małopolska, matka Orfantego
- 2001: Requiem − Aniela, matka Lolka i Marcysia
- 2001: Cisza − babcia Mimi
- 2002: Wszyscy święci − przyjaciółka Marii z oddziału

### Polski dubbing
- 1963: Miecz w kamieniu – Minerwa (pierwsza wersja dubbingu)

## Odznaczenia
- Krzyż Kawalerski Orderu Odrodzenia Polski (23 września 1999)
- Złoty Krzyż Zasługi (1986)
- Medal 40-lecia Polski Ludowej (1985)
- Zasłużony Działacz Kultury (1983)